# 牟田口廉也
牟田口廉也（日语：／ Mutaguchi Renya，1888年10月7日—1966年8月2日），日本陆军中将、二戰時期戰場指揮官。

## 生平
牟田口廉也本姓福地，小学三年级时过继给牟田口家族（其母亲的本家）。牟田口是日本陸軍士官學校第22期生，日本陸軍大學第29期生。曾参与过西伯利亚干涉，后任日本駐法國大使館武官。1937年7月，牟田口廉也的部队曾参与了卢沟桥事变，并打响了日军全面侵华的第一枪。其人以愚蠢言行及指揮聞名，最著名的例子為1944年的英帕尔战役因其愚蠢兼不切實際的指揮而導致麾下部隊第15軍遭重創慘敗。因其失敗的領導更令盟軍受益匪淺，日軍認為其人甚至比敵軍還要可怕，故基層將士甚至部分高層將官多稱其為「鬼畜牟田口」。
於英帕爾慘敗後，牟田口廉也於同年8月被解除第15軍司令官職務，調任到參謀本部，12月編入預備役，羞憤交加之下自殺未遂。战后，牟田口廉也被盟軍占领日本当局逮捕，並因战争罪引渡至新加坡樟宜監獄，但最後未獲盟軍軍事法庭起訴。及後於1948年3月遣返回日本本土。晚年定居東京都調布市，以经营餐饮业为生，仍长期为自己的责任开脱，将战败的责任推卸给违抗自己不合理命令的佐藤幸德，至死不愿承认自己的行为害死无数士兵，1966年病逝，享壽77歲，葬於多磨靈園。

## 事蹟
- 對於彈藥補給不足的解決方案為「只要對空鳴槍三聲，敵人就會投降了」
- 當友軍彈盡糧絕要求補給，他的回應是「日本人自古以來就是草食民族。你們被那麼茂密的叢林包圍，居然報告缺乏食物？這算怎麼回事！」
- 英帕爾戰役時，異想天開的提出了所謂的「成吉思汗作戰」，也就是徵發3萬頭的牛、羊等動物來擔任補給物資運輸的工作，在物資缺乏時亦可就地把牛羊宰殺後食用。但如此除了導致緬甸當地平民民怨沸騰以外，亦大大的降低了行軍的速度，而且還有許多的動物在行軍的途中走失，更糟糕的是，有大批動物隨行的部隊，正好是英國皇家空軍最明顯的攻擊目標，反而使得補給更為困難。而且在軍隊陷入困境時固執己見、下令堅持死守，導致更多日軍因傷病、飢餓或缺乏補給而折損。他甚至將好不容易死裡逃生、營養不良的將校集合，進行超過一小時的訓話，不少人因貧血當場暈倒。
- 在前線官兵挨餓及進行自殺攻擊時，他卻每天五點準時下班，換好和服跟藝妓喝酒。英軍得悉以後，每天都以無線電廣播跟日軍前線士兵大肆宣揚他們司令的「英勇事蹟」，對日軍士氣造成嚴重打擊。
- 英帕尔战役失败后，牟田口为推卸责任，竟绕过天皇直接撤换了下属的三个师团长（按当时的规定，师团长只能由天皇任免）。